# Pinacothèque nationale de Ferrare
La pinacothèque nationale de Ferrare (en italien : (Pinacoteca nazionale di Ferrara) est un musée d'État italien, situé à Ferrare, en Émilie-Romagne, en Italie.

## Historique
Située au piano nobile  (ou étage noble) du Palazzo dei Diamanti, œuvre d'architecture Renaissance de Biagio Rossetti, commandée par Lionel d'Este en 1447, elle ne doit pas être confondue avec le Musée civique situé à l'étage inférieur, qui accueille depuis 1992 des expositions temporaires d'art contemporain.
Depuis 2015, la Pinacothèque nationale fait partie de la Galleria Estense, un réseau de musées partageant le patrimoine culturel de Ferrare avec celui de Modène et de Sassuolo.

## Collections
La Pinacothèque abrite une collection d'œuvres fondamentales de l'école de Ferrare du XIIIe au XVIIIe siècle. Elle a été fondée en 1836 par la municipalité de Ferrare après que la dissolution généralisée des églises par Napoléon a menacé la protection d'importantes œuvres d'art publiques. La galerie est constituée autant de peintres remarquables du nord de l'Italie que de la décoration intérieure exquise du palais lui-même, ainsi que des restes de fresques des églises locales et des acquisitions ultérieures de la collection Sacrati Strozzi.
Les peintures les plus anciennes sont les grandes fresques du Triomphe de saint Augustin de Serafino da Modena. Cosmè Tura (présent avec le Jugement dernier et le Martyre de san Maurelio (it)), Ercole Ferrarese, Vicino da Ferrara et Michele Pannonio sont les principaux artistes qui illustrent le Quattrocento ferrarais. Certaines œuvres aux attributions plus incertaines comme la muse Érato et la muse Uranie proviennent des décorations du Studiolo de Belfiore, souhaitées par Lionel d'Este.
Le Cinquecento est représenté par le maître du maniérisme ferrarais Benvenuto Tisi, présent avec de nombreuses œuvres parmi lesquelles la pala Costabili, exécutée en collaboration avec Dosso Dossi. La collection rassemble aussi d'autres œuvres de maîtres de la période maniériste tels Bastianino, Vittore Carpaccio, Manieri, Panetti, Ortolano Ferrarese, Coltellini, Le Maestro degli Occhi Spalancati.
Parmi les œuvres les plus importantes du XVIIe siècle, il faut citer le Martyre de San Maurelio (1635) du Guerchin.
Dans les collections des galeries d'art, les œuvres de peintres non italiens sont très rares. Le portrait de famille de 1801 réalisé par François-Guillaume Ménageot est particulièrement intéressant.

## Galerie

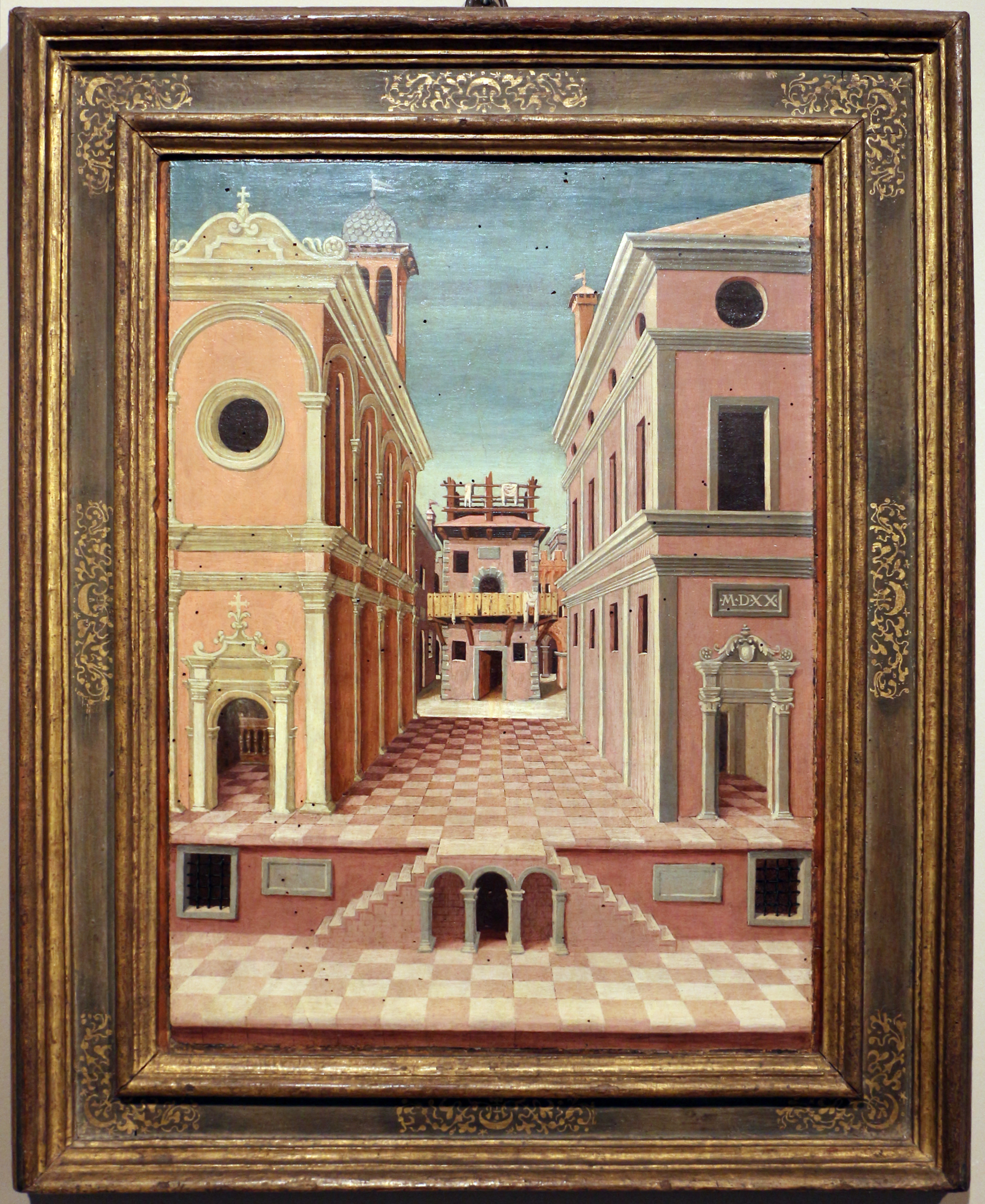
Girolamo Marchesi, Vue de la cité, 1520.
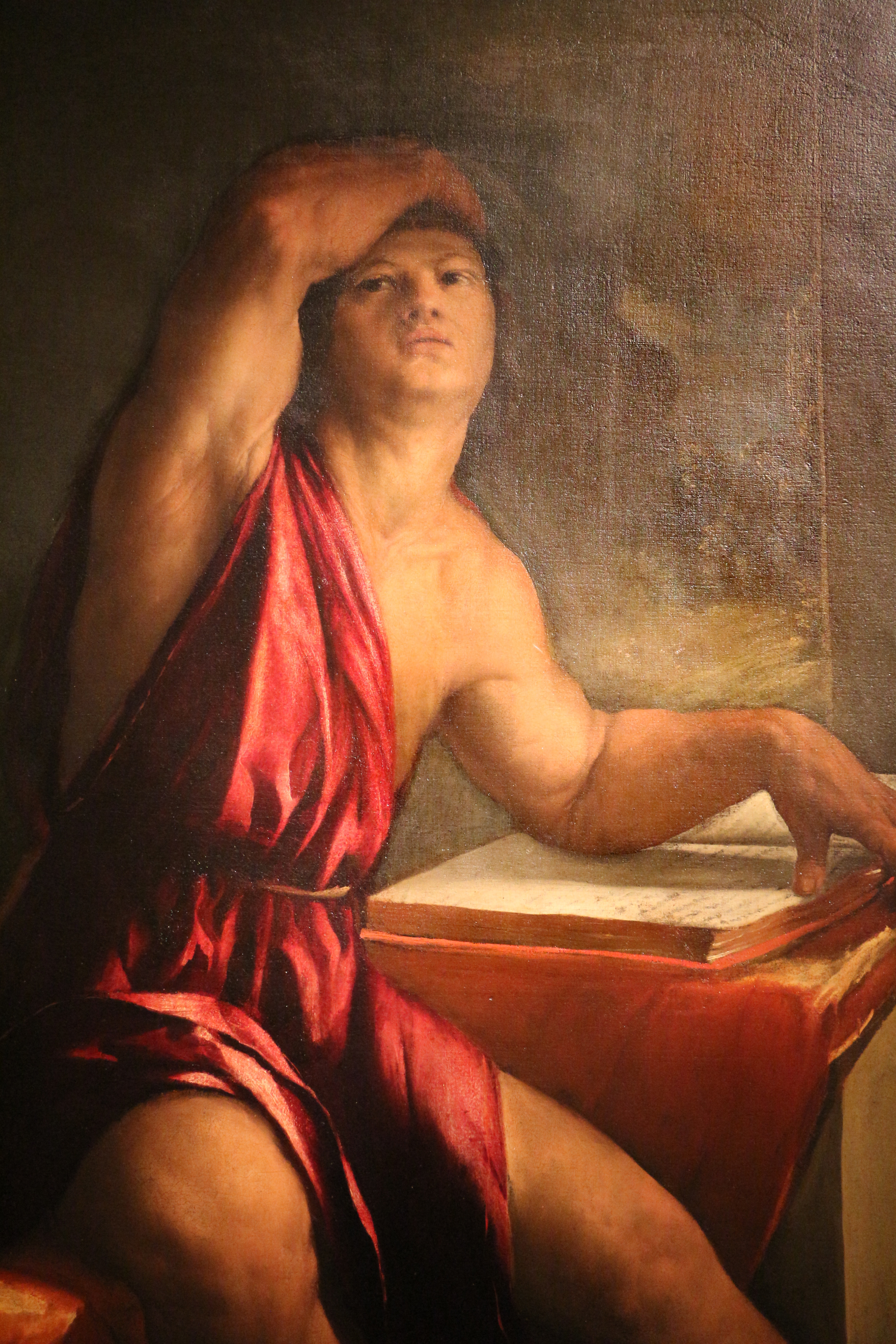
Dosso Dossi, Sapiente con il libro, v. 1520-1525.
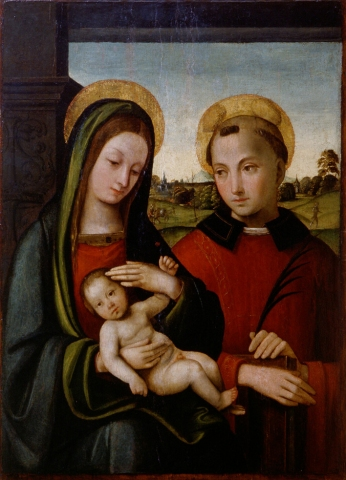
Michele Coltellini, Vierge à l'Enfant avec saint Étienne, Cassa Risparmio, Ferrare.
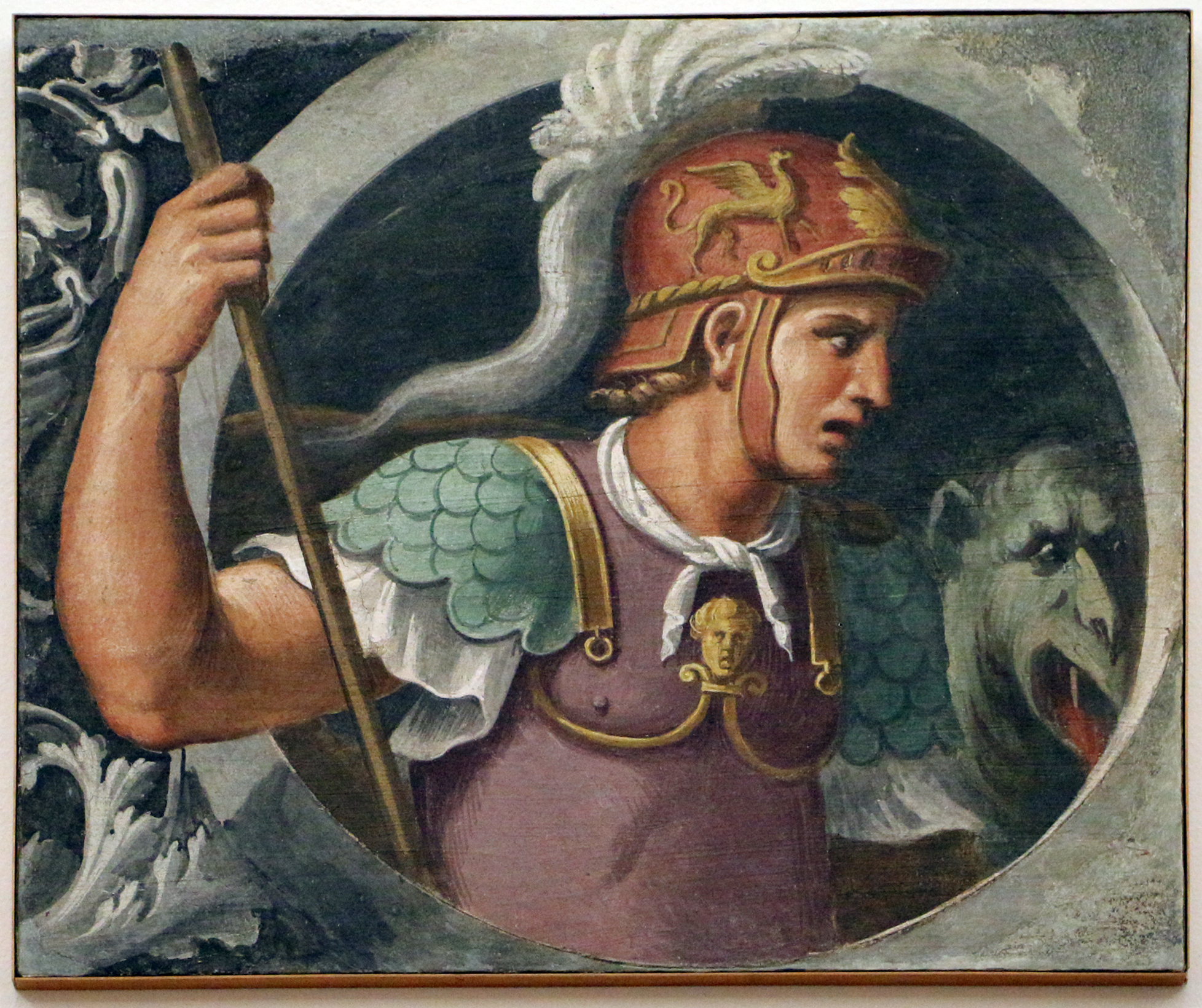
Girolamo da Carpi, Saint Georges, provenant du couvent de San Giorgio de Ferrare.
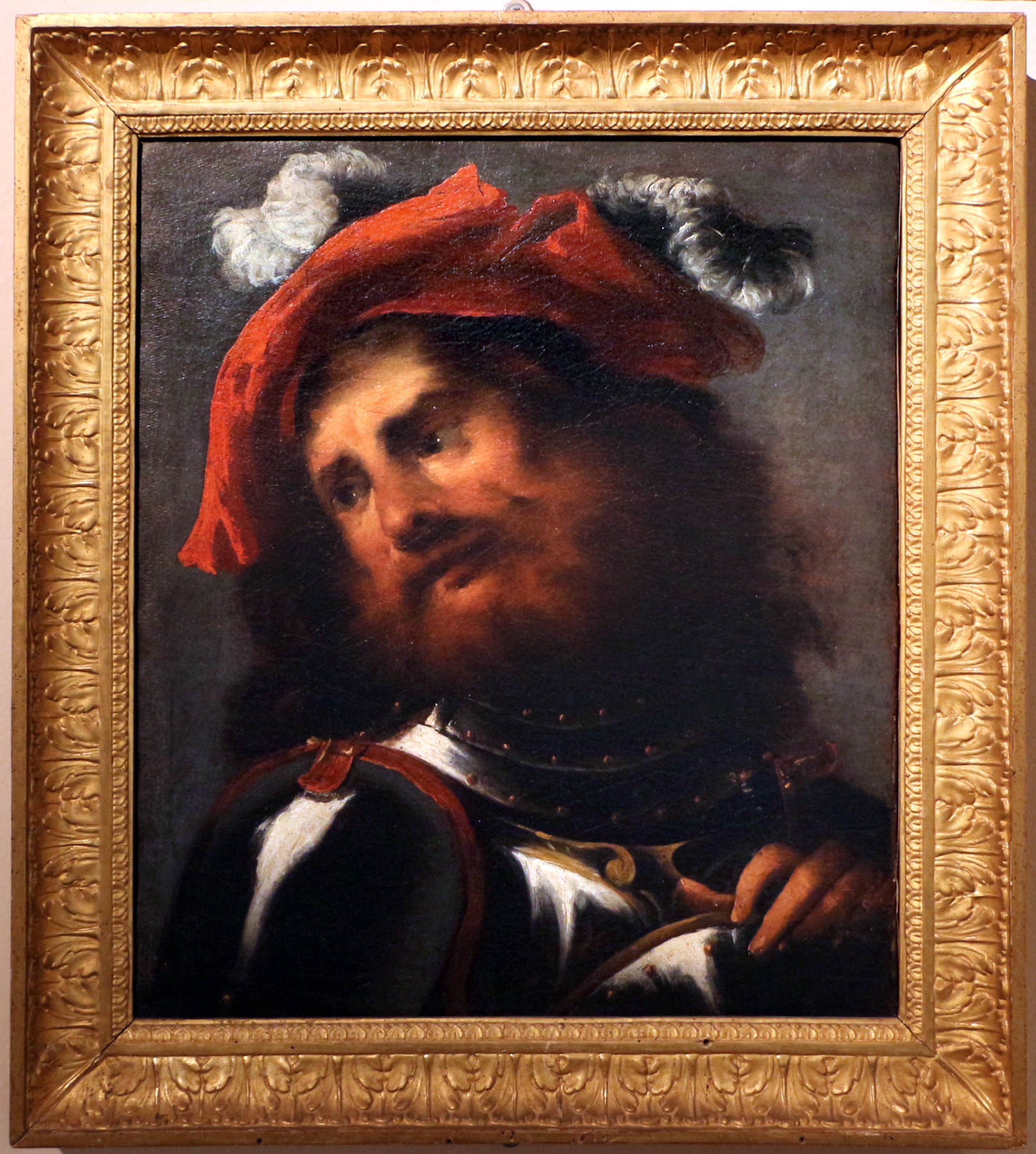
Pietro della Vecchia, Lanzichenecco.